# 阿巴河 (尼日利亚)

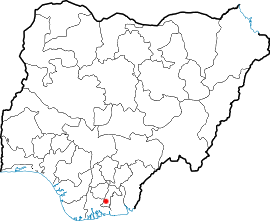

阿巴河（Aba River）是尼日利亚南部的一条河流，流经尼日利亚阿巴市，是伊莫河的支流。